# Matt Testro
Matt Testro, avstralski filmski in televizijski igralec, * 5. februar 1996, Melbourne, Avstralija.

## Filmografija
- Nowhere Boys (2013–2018)
- Eden (2014)
- Miss Fisher's Murder Mysteries (2015)
- Glitch (2015)
- Nowhere Boys: The Book of Shadows (2016)
- Neighbours (2016)
- The Doctor Blake Mysteries (2017)
- 800 Words (2018)
- Legends (2018)
- The Gloaming (2020)
- 2067 (2020)
- Jack Irish (2021)